# 匹茲堡環境及公共衛生法期刊
《匹茲堡環境及公共衛生法期刊》（Pittsburgh Journal of Environmental and Public Health Law）是一份2006年卮發行的學術期刊。該期刊每年只出版一次，內容涵蓋環境法律及公共衛生。目前，期刊的主編是Daniel Sypolt。據2012年的期刊引證報告指，《匹茲堡環境及公共衛生法期刊》的影響因子為0.26。

## 資料來源
1. ↑  .   [2014-04-23]. （原始内容存档于2014-02-28）.

## 外部連結
- 官方网站